# Papa's Delicate Condition
Papa's Delicate Condition és una pel·lícula estatunidenca dirigida per George Marshall, i protagonitzada per Jackie Gleason i Glynis Johns. Basada en el llibre homònim de Corinne Griffith (1952), la pel·lícula es va estrenar l'any 1963. La pel·lícula va guanyar l'Oscar a la millor cançó original.

## Argument
Jack Griffith, conegut com a "Papa" per tothom, és un home familiar en una ciutat de Texas, però un irresponsable. Per impressionar la seva filla de 6 anys Corinne, gasta els estalvis de la família per comprar el seu propi circ, senzillament perquè la nena pugui tenir el seu propi poni.
Després que la seva dilapidació deixa els Griffiths en números vermells, agafa Ambolyn, la seva dona, Corinne i la  germana gran, Augusta i marxen a Texarkana, Texas, on el seu pare, Anthony Ghio, és l'alcalde. Griffith intenta utilitzar el seu circ per ajudar Ghio per la reelecció, però accidentalment Ambolyn acaba amb una mà trencada.

## Repartiment
- Jackie Gleason: Jack Griffith
- Glynis Johns: Amberlyn Griffith
- Charles Ruggles: Anthony Ghio
- Laurel Goodwin: Augusta Griffith
- Linda Bruhl: Corrie
- Ned Glass: Mr. Sparrow
- Murray Hamilton: Mr. Harvey
- Elisha Cook Jr.: Mr. Keith
- Charles Lane: Mr. Cosgrove
- Claude Johnson: Norman
- Don Beddoe: l'ajudant de Ghio
- Juanita Moore: Ellie
- Trevor Bardette: Stanley Henderson II